# Tallkottvivel
Tallkottvivel (Pissodes validirostris) är en skalbaggsart som först beskrevs av Sahlberg 1834.  Tallkottvivel ingår i släktet Pissodes, och familjen vivlar. Arten är reproducerande i Sverige.